# 小枝御前
小枝御前（さえごぜん、生没年不詳）は、平安時代後期の女性。源義仲の母で、源義賢の妻。紫山尼とも。

## 略歴
父は秩父重隆であると考えられる。子の義仲が2歳の頃、夫である義賢が討たれたため、幼い義仲を懐に抱いて信濃の中原兼遠の元へ逃れた。鎌倉市の徳音寺は義仲が母を弔い建てた寺院であり、木曽義仲、樋口兼光、巴御前、小枝御前、今井兼平らの墓がある。